# Toxocarpus kleinii
Toxocarpus kleinii är en oleanderväxtart som beskrevs av Robert Wight och Arn.. Toxocarpus kleinii ingår i släktet Toxocarpus och familjen oleanderväxter. Inga underarter finns listade i Catalogue of Life.